# Frank Wania
Frank Wania (* 1964) ist ein Umweltchemiker und Professor an der University of Toronto. Seine Forschungsgruppe befasst sich primär mit dem Verständnis und der Quantifizierung des Verbleibs und des Verhaltens organischer Stoffe in der Umwelt. Dazu wird oft eine Kombination von Feldstudien, Laborexperimenten und Modellrechnungen eingesetzt.

## Werdegang
Wania studierte an der Universität Bayreuth Geoökologie und Chemie. Anschließend promovierte er 1994 an der Universität Toronto bei Donald Mackay zum Thema Temperature and chemical behaviour in the environment: towards an understanding of the global fate of persistent organic chemicals.
Es folgten zwei Jahre Forschungstätigkeit beim Norsk institutt for luftforskning (NILU), dem norwegischen Institut für Luftforschung in Tromsø, sowie zweieinhalb Jahre als freiberuflicher Wissenschaftler in Toronto. 1999 kehrte er an die Universität Toronto zurück.
Wania ist an zahlreichen Veröffentlichungen beteiligt.
Er wurde 2017 zum Fellow der Royal Society of Canada gewählt.

## Veröffentlichungen (Auswahl)
- Frank Wania, Donald Mackay: Global fractionation and cold condensation of low volatility organochlorine compounds in polar regions. In: Ambio. Band 22, Nr. 1, 1. Februar 1993, S. 10–18, JSTOR:4314030.
- Frank Wania, Donald Mackay: A global distribution model for persistent organic chemicals. In: Science of The Total Environment. Band 160, 15. Januar 1995, S. 211–232, doi:10.1016/0048-9697(95)04358-8.
- Frank Wania, Donald Mackay: Peer reviewed: tracking the distribution of persistent organic pollutants. In: Environmental Science & Technology. Band 30, Nr. 9, 26. September 1996, S. 390A–396A, doi:10.1021/es962399q.
- Gillian L. Daly, Frank Wania: Organic contaminants in mountains. In: Environmental Science & Technology. Band 39, Nr. 2, 15. Januar 2005, S. 385–398, doi:10.1021/es048859u.